# Ciągnik samochodowy
Ciągnik samochodowy – pojazd samochodowy przeznaczony konstrukcyjnie wyłącznie do ciągnięcia przyczepy.
Wyróżnia się:
- ciągniki siodłowe
- ciągniki balastowe.